# ナガバノイシモチソウ

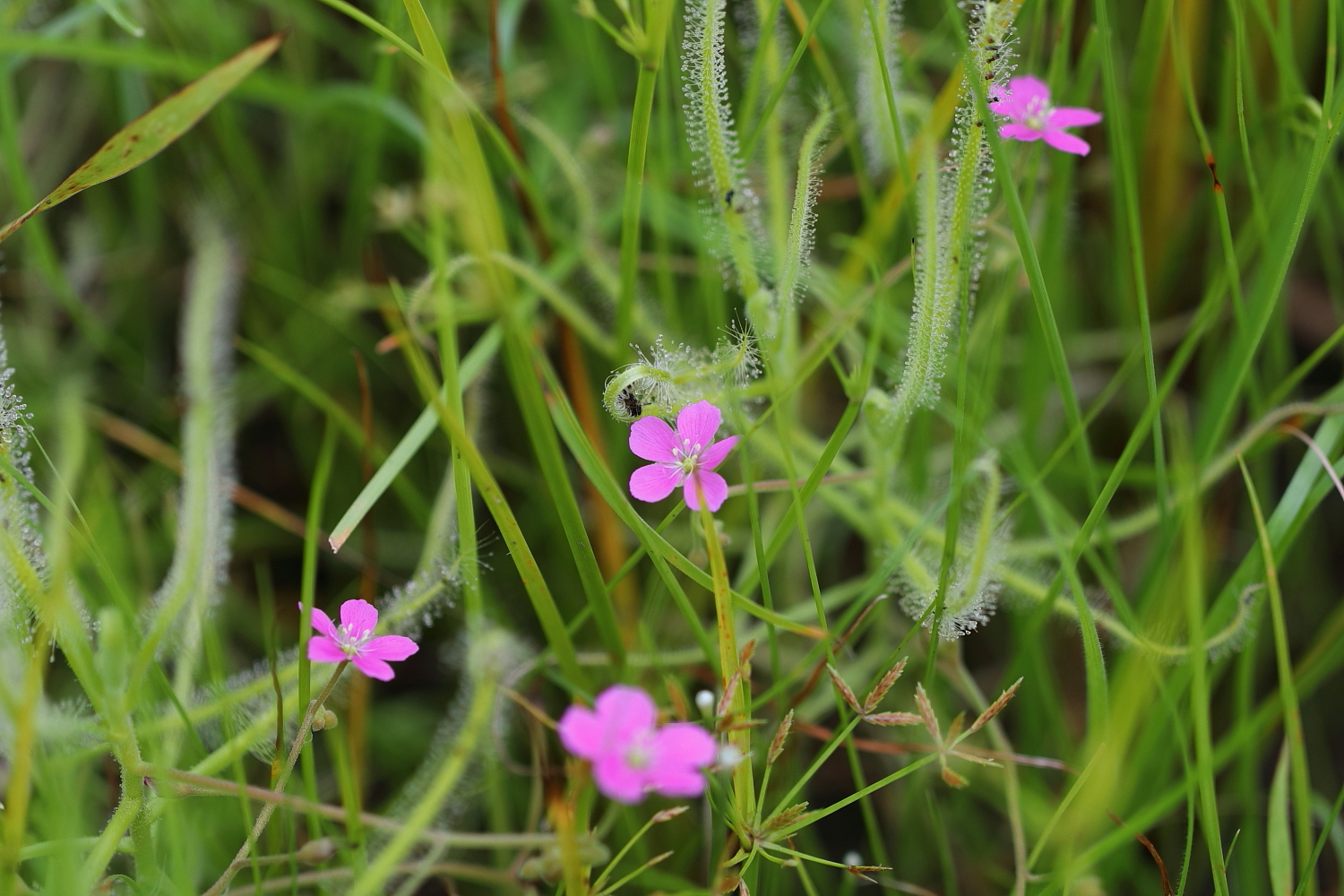
アカバナナガバノイシモチソウ（愛知県豊明市）

ナガバノイシモチソウ（長葉石持草）は、被子植物門のモウセンゴケ科に属する植物である。学名はDrosera indica L.。食虫植物の一種で、葉の腺毛から粘液を分泌し捕虫する。

## 分布
アフリカ大陸東部からインド、東南アジア、オーストラリアにかけて分布。日本では茨城県、栃木県、千葉県、静岡県、愛知県、宮崎県に分布するが、三重県では絶滅したとされる。桃色の花弁をつけるアカバナナガバノイシモチソウは、日本では現在愛知県（豊明市と豊橋市）にしか自生しておらず、豊明市のものは1968年に同県指定の天然記念物にも指定された。同市では繁殖保護を行うと共に1年に1度、開花の時期に一般公開も行っている。その他の自生地はほとんどがシロバナナガバノイシモチソウで、千葉県山武市と東金市にまたがる成東・東金食虫植物群落や愛知県武豊町にある壱町田湿地などが代表的な自生地である。
2013年、赤花のものは白花のものとは遺伝的に異なる日本固有の別種であることが確認され（植物分類学会にて愛知教育大学の渡邊幹男教授が発表）、自生地である愛知県豊明市にちなんでDrosera toyoakensis M.Watanabeという学名が与えられたが、この学名は現時点で国際命名規約に従った論文の形で発表されていないため、正式な学名としては認められない。

## 名の由来
立ち上がる草姿がイシモチソウ（石持草）に似ており葉が長く伸びることからこの名がついた。

## 特徴
高さは最大50cmまで成長する一年生植物。5月中旬に発芽する。海岸近くの砂質地や湿地帯に群落を作る場合がある。
茎は立ち上がる。葉は互生し、細い線形で長さは2～10cm、幅は3mm程度。日本産のモウセンゴケ属では唯一腺毛が赤く色付かない。ただし海外では葉や茎に至るまで赤くなる系統も知られている。腺毛はそれぞれ天辺に粘液の小さな球を付け、捕虫すると虫を押さえつけるように曲がり、酸性の消化液を分泌する。葉も虫に巻きつくように湾曲する。
8月～9月に茎の途中から5～10cmの花茎を伸ばし、多い時には約20の桃色または白色の花をつける。海外の亜種には紫、オレンジ色の花もある。花弁はくさび形もしくは倒卵円形で長さ5mm～1cm、幅5mm。がくは披針形で長さ約3mm、幅約1mm。

## 保護上の位置づけ
絶滅危惧II類 (VU)（環境省レッドリスト）
2007年8月レッドリスト。以前の環境省レッドデータブックでは絶滅危惧IB類。